# Joanne Kiesanowski
Joanne Marie Kiesanowski (* 24. Mai 1979 in Christchurch) ist eine ehemalige neuseeländische Radrennfahrerin, die auf Straße und Bahn  erfolgreich war.

## Sportliche Laufbahn
Ab 2001 war Joanne Kiesanowski international als Radsportlerin aktiv. 2003 wurde sie neuseeländische Meisterin im Straßenrennen. Im Jahre darauf startete sie bei den Olympischen Spielen in Athen im Straßenrennen und belegte Platz 17; bei den Ozeanienspielen in Melbourne errang sie die Silbermedaille im Scratch auf der Bahn. 2006 und 2007 wurde sie nationale Meisterin im Punktefahren.
2008 belegte Kiesanowski in der Gesamtwertung der Tour de Bretagne Platz zwei, bei den Olympischen Spielen in Peking 28. im Straßenrennen und bei den Straßen-Weltmeisterschaften in Varese Achte. Bei den Commonwealth Games 2010 in Delhi errang sie die Silbermedaille im Scratch und wurde Sechste im Punktefahren.
Ende des Jahres 2016 beendete Joanne Kiesanowski ihre 16-jährige Radsportlaufbahn, in deren Verlauf sie an drei Olympischen Spielen, 14 Weltmeisterschaften und drei Commonwealth Games teilnahm. Sie errang insgesamt acht nationale Titel auf Straße und Bahn.

## Erfolge

### Straße
2003
- Neuseeländische Meisterin – Straßenrennen

2005
- eine Etappe Internationale Thüringen-Rundfahrt der Frauen

2006
- eine Etappe Ronde van Drenthe
- eine Etappe Tour de l’Aude Cycliste Féminin
- eine Etappe Grande Boucle Féminine

2007
- Ozeanienmeisterschaft – Straßenrennen

2008
- eine Etappe Tour de Bretagne

### Bahn
2004
- Ozeanienspiele – Scratch

2006
- Neuseeländische Meisterin – Punktefahren

2007
- Neuseeländische Meisterin – Punktefahren
- Ozeanienmeisterschaft – Punktefahren

2010
- Commonwealth Games – Punktefahren

## Teams
- 2001 Procter & Gamble
- 2002 Diet Rite
- 2003 Diet Rite
- 2005 Nobili Rubinetterie-Menikini Cogeas
- 2006 Univega Pro Cycling Team
- 2007 Raleigh Lifeforce Creation HB Pro Cycling Team
- 2010 TIBCO-To The Top
- 2011 TIBCO-To The Top
- 2012 TIBCO-To The Top
- 2013 TIBCO-To The Top
- 2014 TIBCO/To The Top
- 2015 TIBCO-svb